# Rhynchitallus cyclops
Rhynchitallus cyclops is een keversoort uit de familie Rhynchitidae. De wetenschappelijke naam van de soort is voor het eerst geldig gepubliceerd in 1960 door Voss.